# Station Salzbergen
Station Salzbergen (Bahnhof Salzbergen) is een spoorwegstation in de Duitse plaats Salzbergen, in de deelstaat Nedersaksen. Het station ligt aan de spoorlijn Almelo - Salzbergen en Hamm - Emden.
Het station telt vier perronsporen langs twee eilandperrons. Van deze vier sporen worden er twee gebruikt in de treindienst.

## Stoomlocomotief 043 196-5
Station Salzbergen is bekend doordat hier stoomlocomotief 043 196-5 is opgesteld. Het bijzondere van deze stoomlocomief is dat zij de laatste trein van de Deutsche Bahn (toen nog Deutsche Bundesbahn)  trok in normale dienst. Samen met andere stoomlocomotieven werd op zondag 23 september 1977 de laatste trein gereden naar van Rheine naar Emden en terug. Op woensdag 26 oktober 1977 om 16 uur werd stoomlocomotief 043 903-4 terzijde gesteld. Deze stoomlocomotief staat nog steeds in Emden als monument. Rond middernacht werd locomotief 043 196-5 terzijde gesteld, waardoor deze locomotief in Salzbergen de laatste stoomlocomotief van DB is. Bij de stoomlocomotief is een tentoonstelling ingericht met beelden rond de tijd dat de locomotief nog reed. Het bijzondere aan deze stoomlocomotief is dat het hier om een dieselgestookte uitvoering gaat.

## Treinverbindingen
De volgende treinseries doen station Salzbergen aan:
| Serie       | Treinsoort                       | Route | Bijzonderheden                                           |
| ----------- | -------------------------------- | --- | -------------------------------------------------------- |
| RE 15       | Regional-Express (Westfalenbahn) | (Emden Außenhafen – ) Emden Hbf – Leer (Ostfriesl) – Papenburg (Ems) – Meppen – Lingen (Ems) – Salzbergen – Rheine – Münster (Westf) Hbf | Emsland-Express Enkele treinen van/naar Emden Außenhafen |
| 20350 RB 61 | Stoptrein/Regionalbahn (Keolis)  | Hengelo – Bad Bentheim – Salzbergen – Rheine – Osnabrück Hbf – Bünde(Westf) – Bielefeld Hbf                                              | Wiehengebirgsbahn                                        |

0,8: Almelo ·
2,7: Almelo de Riet ·
7,1: Zenderen ·
10,1: Borne ·
15,4: Hengelo ·
Hengelo GOLS ·
17,2: Hengelo Oost ·
26,2: Oldenzaal ·
16,7: Gildehaus ·
13,7: Bad Bentheim ·
Bad Bentheim Nord ·
9,3: Schüttorf ·
0,0: Salzbergen